# Sortowanie zewnętrzne
Sortowanie zewnętrzne, sortowanie plików (ang. external sort) – rodzaj algorytmów sortowania, które są stosowane, kiedy z pewnych względów nie jest możliwe jednoczesne umieszczenie wszystkich elementów zbioru sortowanego w pamięci operacyjnej.

## Przykładowe algorytmy sortowania zewnętrznego
- algorytm scalania
- sortowanie przez scalanie (ang. merge sort) – O(n log n), wymaga O(n) dodatkowej pamięci
- sortowanie przez łączenie naturalne
- sortowanie wielokierunkowe
- sortowanie polifazowe (ang. polyphase sort)
- sortowanie wyważone